# Horgoš
Horgoš je naselje u Vojvodini u općini Kanjiža, na granici Srbije i Mađarske. Selo je poznato po proizvodnji mljevene začinske paprike, koja je od 1973. godine registrirana kao horgoška.

## Stanovništvo
Prema popisu iz 2011. u Horgošu je bilo 5709 stanovnika.
Po godinama:
- 1961: 7871
- 1971: 7823
- 1981: 7640
- 1991: 7201
- 2002: 6325